# 부산교통공사 4000호대 전동차
부산교통공사 4000호대 전동차는 부산 도시철도 4호선 개통과 함께 도입된 경전철이다. K-AGT를 기반으로 하며, 별도의 운전실이 없다. 정비는 안평차량사업소에서 담당한다. 현재 총 6량 17개 편성(102량)이 운행하고 있다.

## 역사
- 2005년 9월 13일: 조달청 공고
- 2005년 10월 14일: 우진산전과 구매계약 체결
- 2006년 7월 27일: 차량 조감도 확정
- 2007년 5월 16일~5월 19일: 부산에서 열린 세계 철도 물류 전시회에서 시제차량 품평회 개최
- 2008년 6월 9일~9월 10일: 경산 경전철 시험선 차량 반입 및 주행 시험
- 2009년 4월 8일: 안평차량사업소 내 시운전[3]

## 설계
우진산전에서 일본의 철도차량 디자인 업체인 DSH(GK 디자인 총연 히로시마)에 의뢰해 디자인하여 10개의 안을 만들었다. 이후 대한민국 대학 교수 및 우진산전 기술진, 부산교통공사에서 자체 심사하여 3개 안을 내놓았다. 이후 2006년에 부산광역시 홈페이지에서 시민들을 대상으로 이 3개 안을 놓고 설문 조사를 하였고, 현재의 디자인 안은 참여한 시민 1650명 중 72%의 지지를 받았다. 시민 상대 전동차 디자인 설문조사는 대한민국에서 최초로 시도되었다.
전체적인 디자인은 신교통 시스템의 이미지와 부산시의 상징적 의미를 담고 있다. 4호선의 노선 색인 푸른색을 사용하였고, 부산시와 부산교통공사 로고가 있다. 차량의 앞부분과 전체적인 외형은 바다와 돛단배를 형상화하였다. 곡선과 유선형을 적절히 활용하였다. 차량 실내는 밝은 느낌을 주는 흰색 계열을 사용하였고, 바닥과 객실 의자는 파란색 계열을 사용하였다.

## 기술 사양
알루미늄 더블 스킨 대형 압출합금재를 사용하여 경량화시켰다. 대한민국 최초의 고무차륜을 사용했고, 철제 차륜에 비하여 급구배 및 급곡선에 강하며 소음이 적은 편이다. 타이어 펑크를 대비하여 알루미늄 안전 차륜이 안에 들어 있고, 타이어 자체는 질소로 충전되어 있다.
그 동안의 도시 철도 노선에선 완전 무인 운전이 이론적으로는 가능했으나 실제 영업에 사용되지 않았지만, 영업 무인 운전은 이 전동차에서 처음으로 시도한다. 운전대는 설치되어 있지만 평소 영업 운전시엔 잠겨 있고 사용하지 않는다. 운전대 안은 TCMS를 비롯한 운전 계기들이 배치되어 있다. 양 끝에 CCTV를 설치하여 객실 상황을 감시할 수 있고, 종합사령실로 실시간 전송된다.
1개 편성은 3대의 추진 제어장치가 총 6개의 전동기를 2대씩 개별적으로 제어하며,일본 미쓰비시 사의 VVVF-IGBT 제어를 사용한다. 보조 전원장치로는 IGBT를 사용한다. 편성 전체가 동력차로 구성된다. 주 전동기는 110 kW 급의 4극 농형 3상 유도전동기(KST-110)을 사용한다.

## 편성
6량 고정 17개 편성이다. 대한민국의 경전철 중 1편성당 길이가 가장 길며, 편성 구성 차량 수가 가장 많다. 편성 정원은 총 322명이다.
- Mc:동력 운전객대
- M:동력객차
- 40XX 41XX 42XX 43XX 44XX 45XX:객차 번호
- ¹ ² ³ ⁴:칸 코드

| 객차번호 | 좌석 및 입석가능수            |
| -------- | ----------------------------- |
| 40XX     | Mc¹ (좌석 18,입석 34 [총 52]) |
| 41XX     | M¹ (좌석 22,입석 30 [총 52])  |
| 42XX     | M² (좌석 24,입석 30 [총 54])  |
| 43XX     | M³ (좌석 24,입석 30 [총 54])  |
| 44XX     | M⁴ (좌석 22,입석 30 [총 52])  |
| 45XX     | Mc² (좌석 18,입석 34 [총 52]) |

## 배속
- 401~417편성: 안평차량사업소, 6량

## 현재 운행구간
- ● 부산 도시철도 4호선: 미남(광혜병원) - 안평(고촌주택단지)역

## 현황
현재 운행 중인 차량은 굵은 글씨로 표시했다.
| 차호     | 도입 시기 | 운행 중단 시기 | 비고 |
| -------- | --------- | -------------- | ---- |
| 401 편성 | 2008년    | 운행 중        |      |
| 402 편성 | 2008년    | 운행 중        |      |
| 403 편성 | 2008년    | 운행 중        |      |
| 404 편성 | 2008년    | 운행 중        |      |
| 405 편성 | 2008년    | 운행 중        |      |
| 406 편성 | 2008년    | 운행 중        |      |
| 407 편성 | 2008년    | 운행 중        |      |
| 408 편성 | 2008년    | 운행 중        |      |
| 409 편성 | 2009년    | 운행 중        |      |
| 410 편성 | 2009년    | 운행 중        |      |
| 411 편성 | 2009년    | 운행 중        |      |
| 412 편성 | 2009년    | 운행 중        |      |
| 413 편성 | 2009년    | 운행 중        |      |
| 414 편성 | 2009년    | 운행 중        |      |
| 415 편성 | 2009년    | 운행 중        |      |
| 416 편성 | 2009년    | 운행 중        |      |
| 417 편성 | 2009년    | 운행 중        |      |

## 비상핸들 작동 시 주의사항
- 터널내에 선로 옆은 항상 전기가 흐르고 있어 무단으로 임의하차 시 감전 위험이 있다.

## 사진

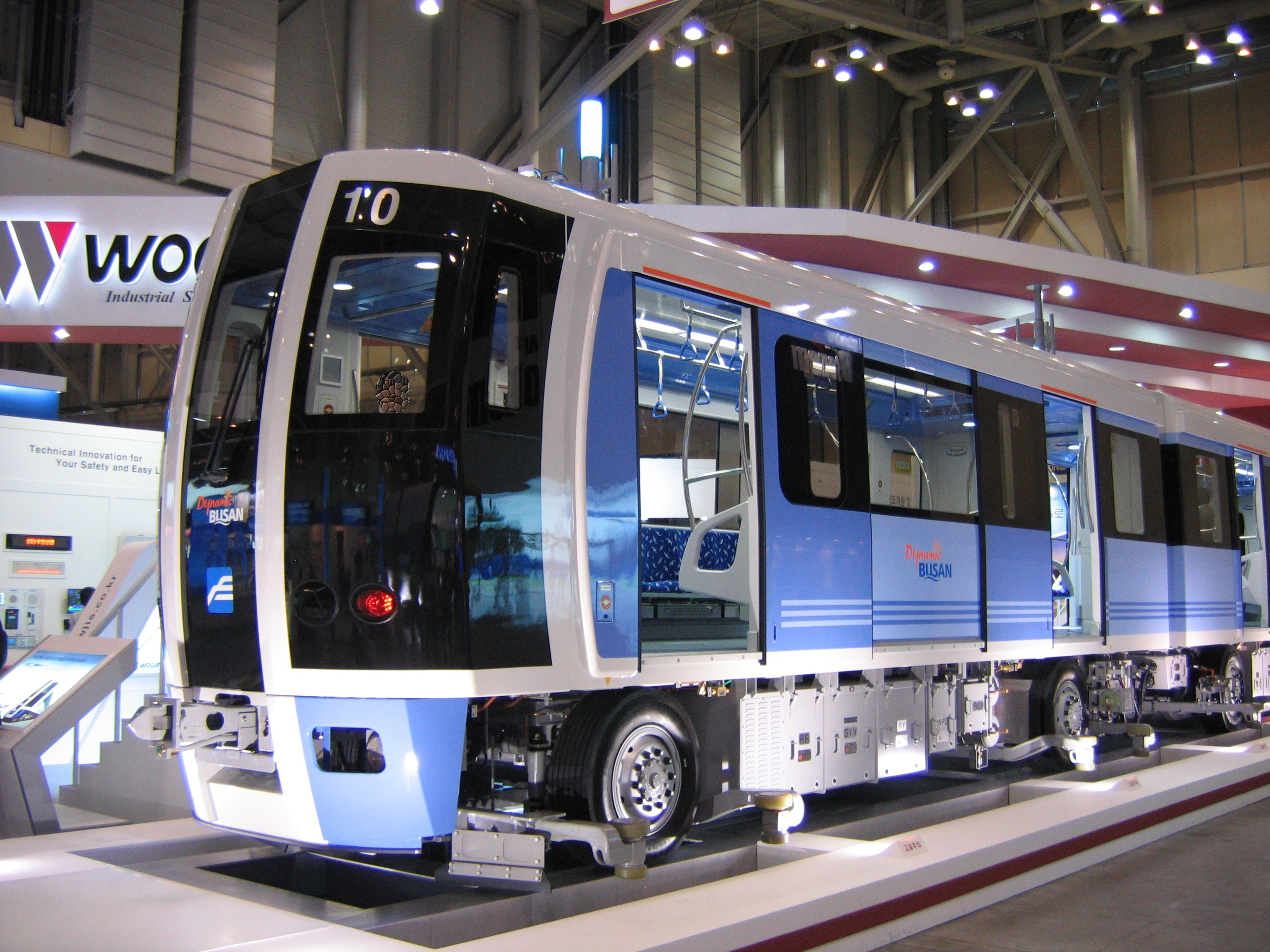
벡스코에 전시된 전동차
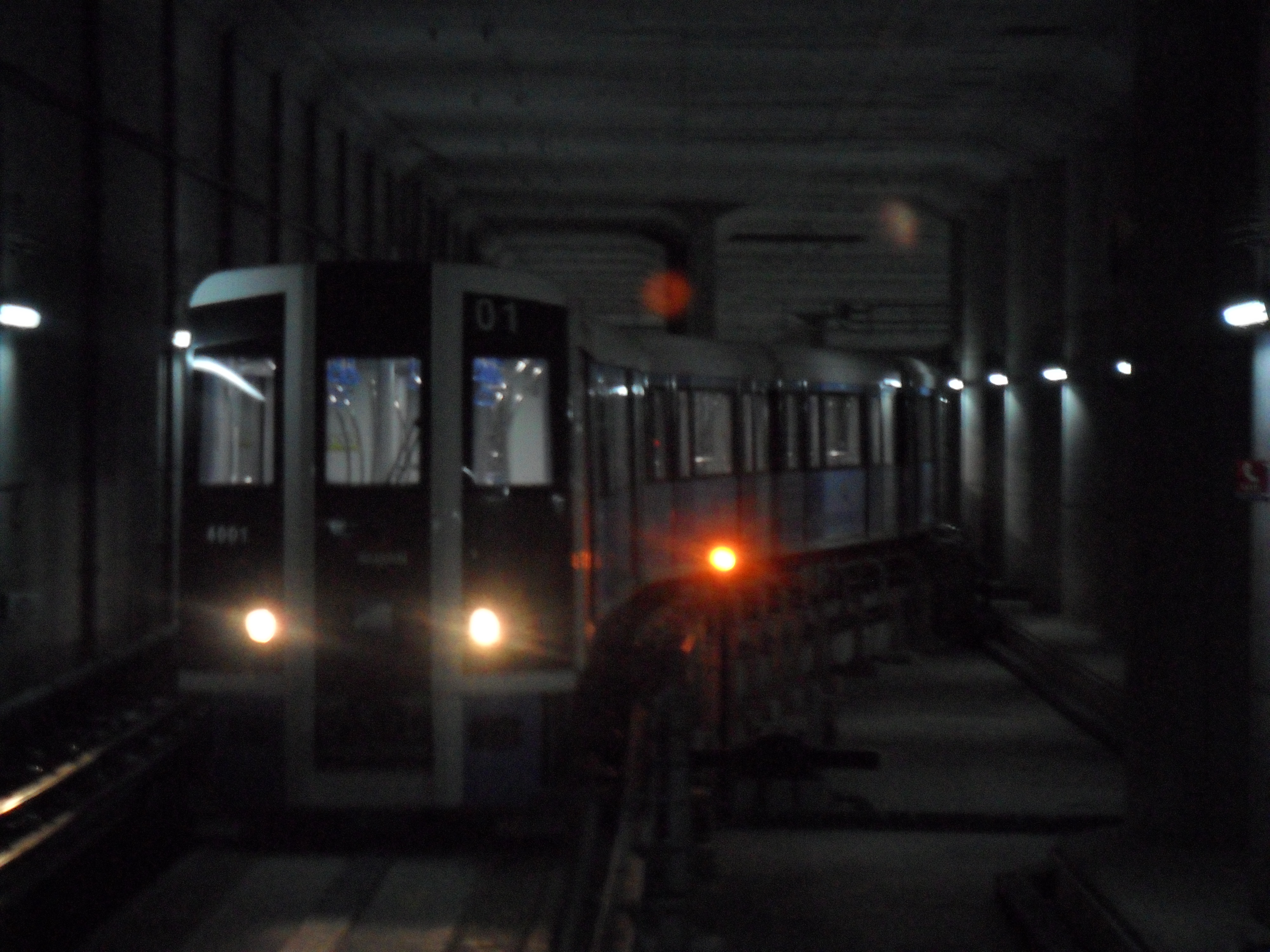
부산교통공사 401편성
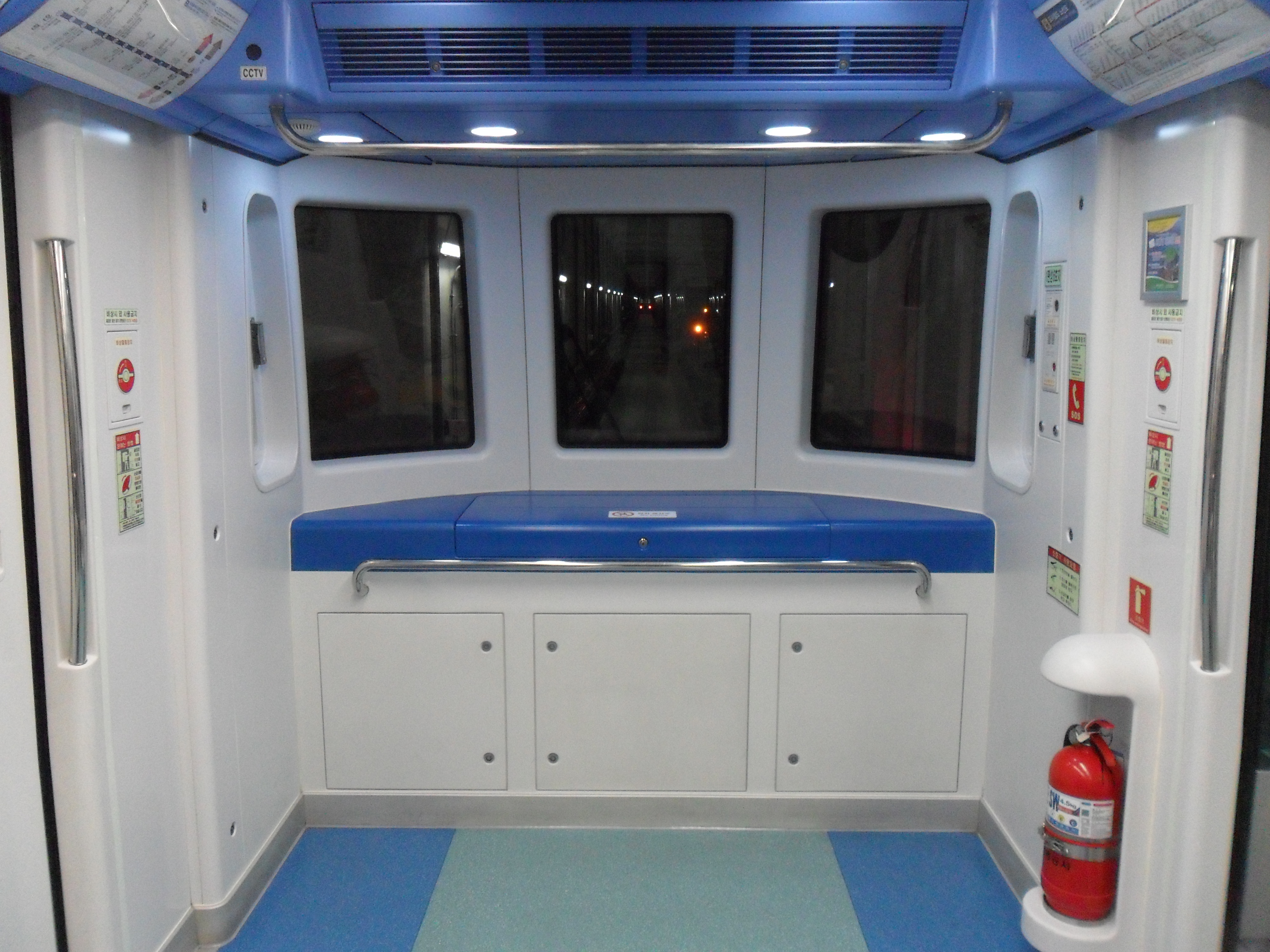
부산교통공사 401편성 전면부
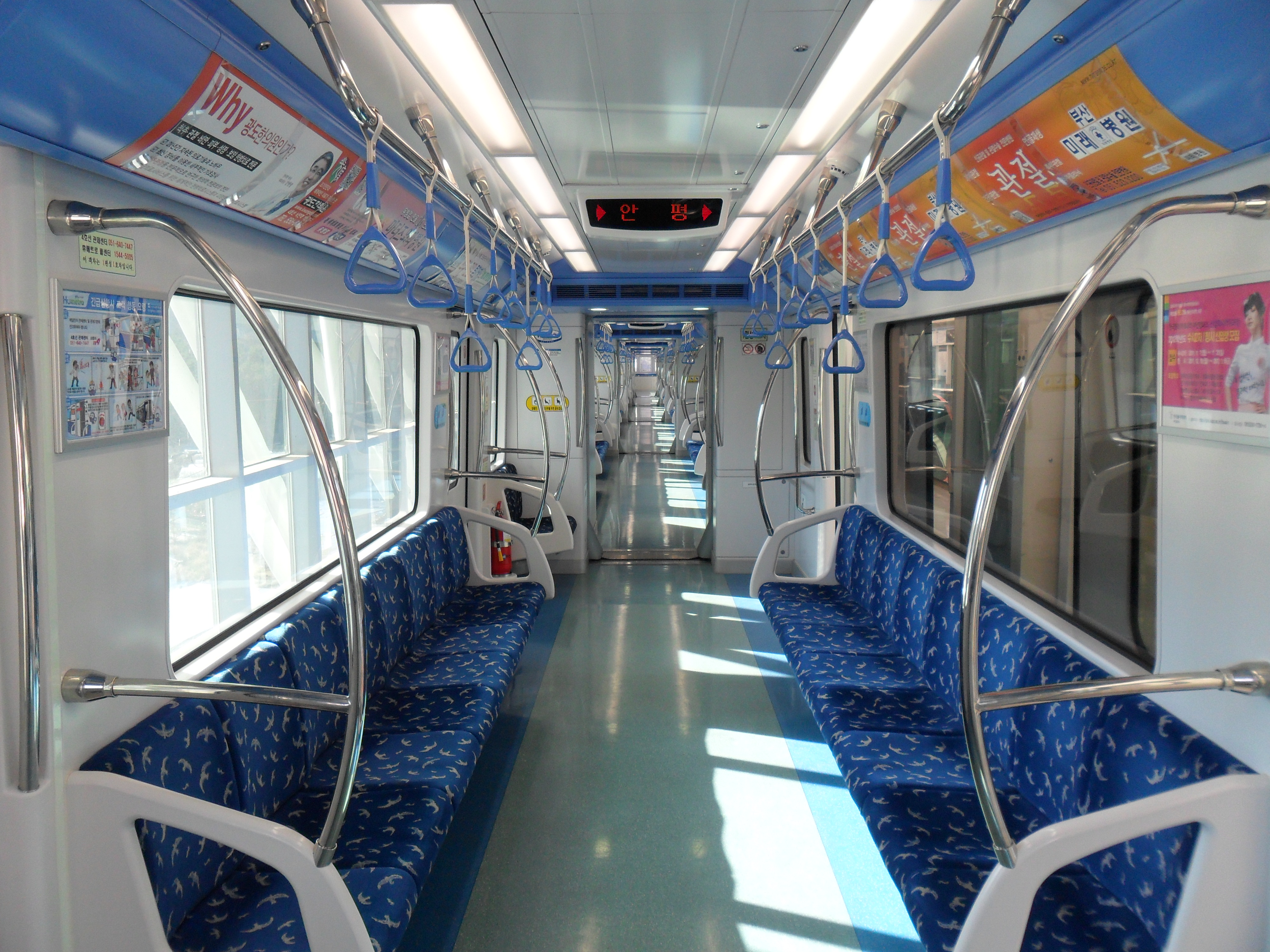
부산교통공사 401편성 내부
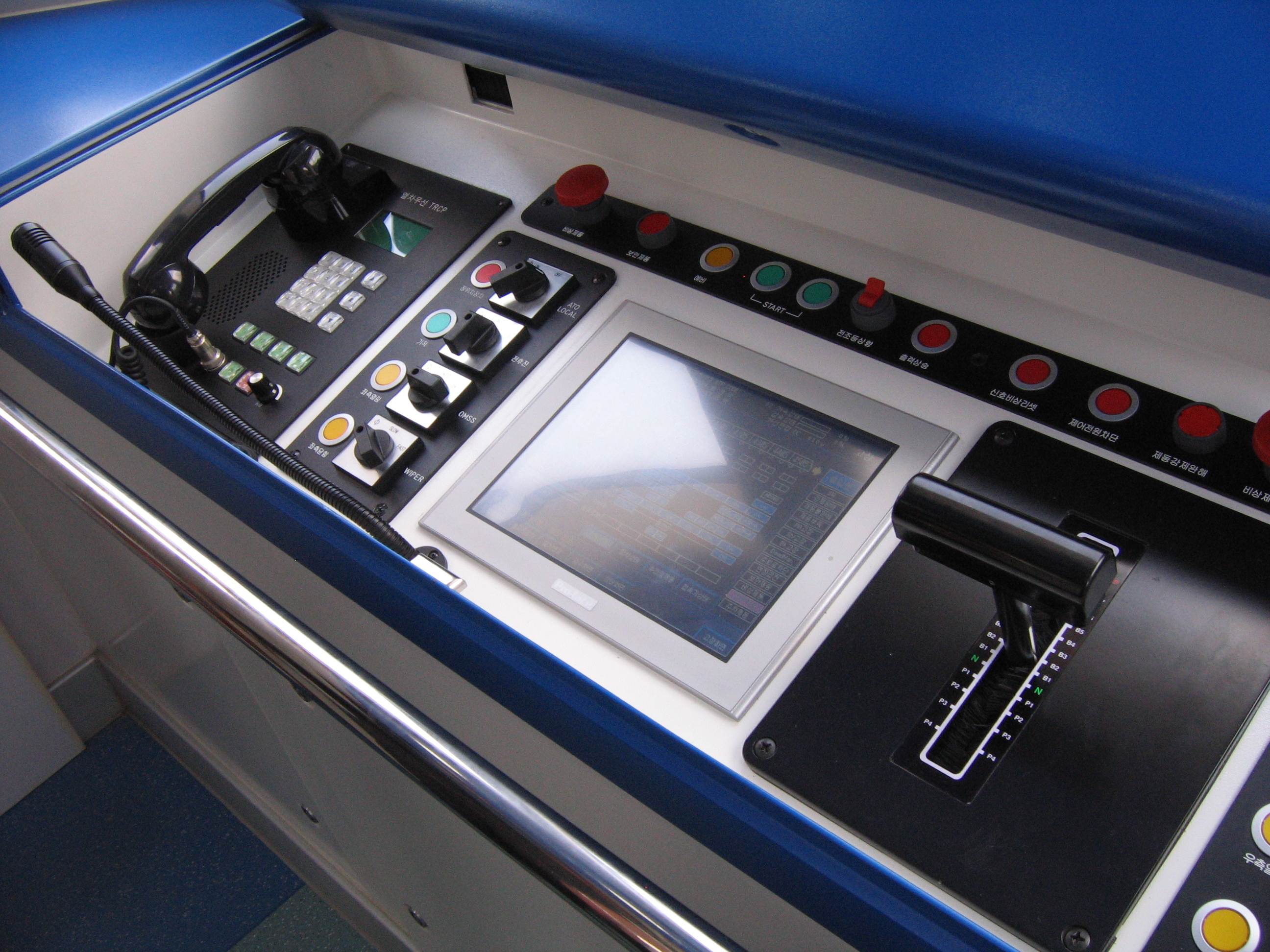
부산교통공사 405편성 운전대
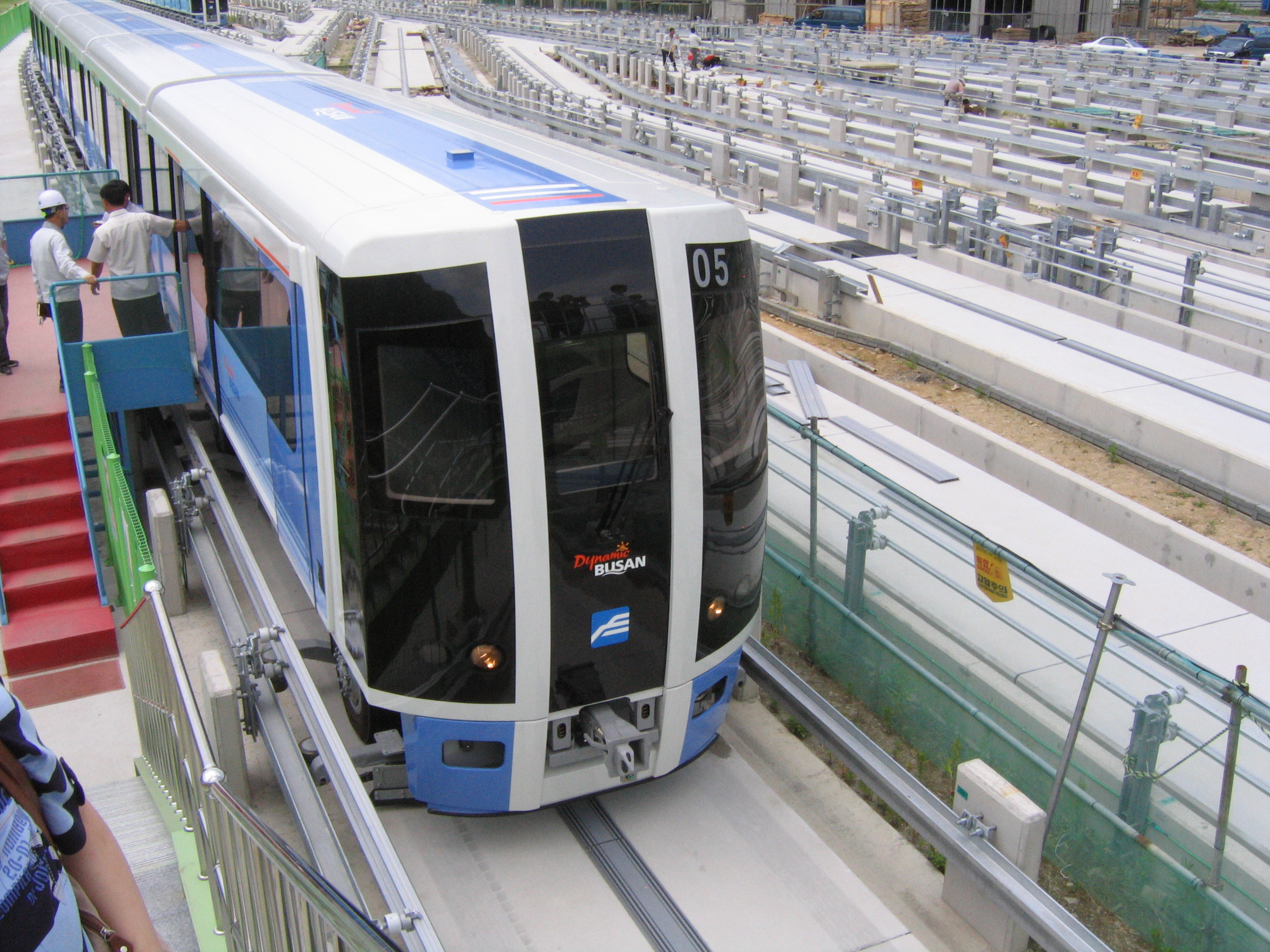
부산교통공사 405편성

## 같이 보기
- 부산 도시철도 4호선
- K-AGT